# Erythrochiton rubronigrum
Erythrochiton rubronigrum is een keversoort uit de familie van de boktorren (Cerambycidae). De wetenschappelijke naam van de soort werd voor het eerst geldig gepubliceerd in 1996 door Napp & Santos.